# Nazaré (freguesia)
Pour les articles homonymes, voir Nazaré.
Nazaré est une freguesia portugaise située dans le sous-région de l'Ouest, dans la province de l'Estremadura, et la région Centre.
Avec une superficie de 40,68 km2 et une population de 10 080 habitants (2001), la paroisse possède une densité de 247,8 hab/km2.